# Кальтовська сільська рада
Ка́льтовська сільська рада (рос. Кальтовский сельский совет) — муніципальне утворення у складі Іглінського району Башкортостану, Росія. Адміністративний центр — село Кальтовка.

## Населення
Населення — 1224 особи (2019, 1354 в 2010, 1440 в 2002).

## Склад
До складу поселення входять такі населені пункти:
| Населений пункт               | Населення, осіб (2002) | Населення, осіб (2010) |
| ----------------------------- | ---------------------- | ---------------------- |
| Балажі, присілок              | 233                    | 215                    |
| Ворошиловське, присілок       | 37                     | 32                     |
| Кальтовка, село               | 689                    | 714                    |
| Комунар, присілок             | 16                     | 19                     |
| Кузнецовка, присілок          | 66                     | 58                     |
| Ленінське, присілок           | 26                     | 10                     |
| Мамаєвка, присілок            | 2                      | 0                      |
| Новосімське, присілок         | 15                     | 7                      |
| Ольгинське, присілок          | 48                     | 46                     |
| Первомайське, присілок        | 62                     | 76                     |
| Петровське, присілок          | 24                     | 15                     |
| Чкаловське, присілок          | 180                    | 134                    |
| Юреміс-Надеждинське, присілок | 42                     | 28                     |